# Fluido elettrico

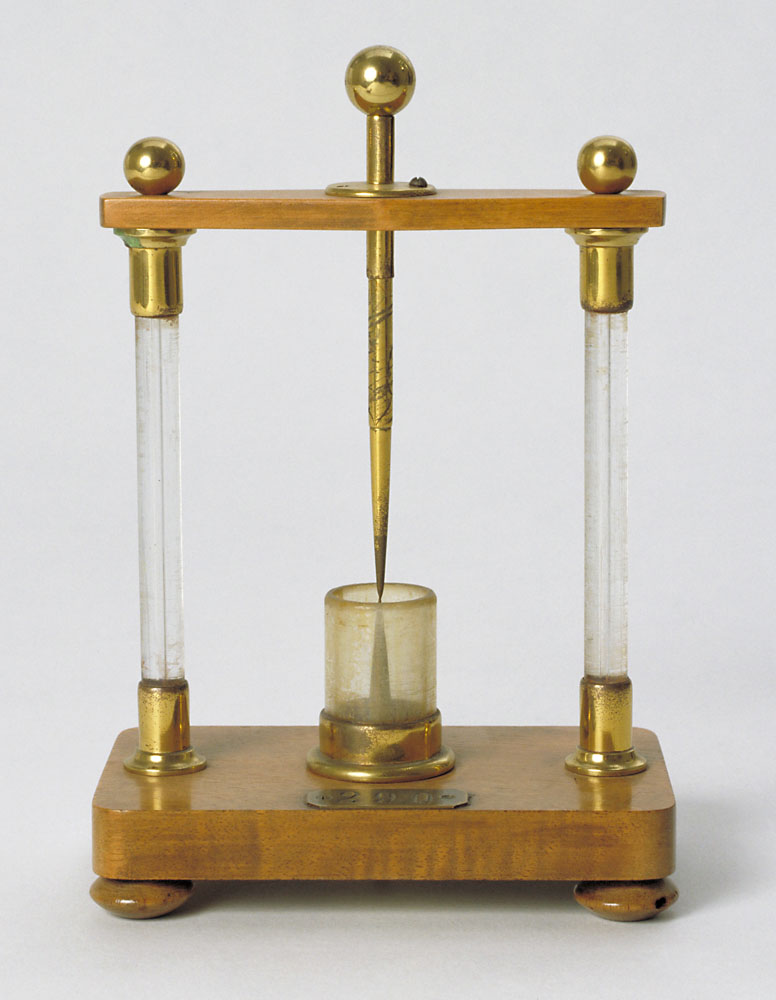
Il foravetro utilizzava la scarica elettrica fra due elettrodi appuntiti per bucare il materiale.

Fluido elettrico è il termine utilizzato durante gran parte del XIX secolo per indicare l'elettricità intesa come una sostanza sottile, impalpabile e sprovvista di massa.